# Sphex rugifer
Sphex rugifer är en biart som beskrevs av Kohl 1890. Sphex rugifer ingår i släktet Sphex och familjen grävsteklar. Inga underarter finns listade i Catalogue of Life.